# Podróżny i światło księżyca
Podróżny i światło księżyca (węg. Utas és holdvilág) – powieść węgierskiego pisarza Antala Szerba (1901–1945), opublikowana w 1937 roku, w 1972 roku wydana w języku polskim. Jest najbardziej znaną książką autora i należy do klasyki literatury węgierskiej.